# Araeopteron imbecilla
Araeopteron imbecilla là một loài bướm đêm trong họ Erebidae.